# (8857) Cercidiphyllum
(8857) Cercidiphyllum est un astéroïde de la ceinture principale.

## Description
(8857) Cercidiphyllum est un astéroïde de la ceinture principale. Il fut découvert le 6 août 1991 à La Silla par Eric Walter Elst. Il présente une orbite caractérisée par un demi-grand axe de 2,42 UA, une excentricité de 0,17 et une inclinaison de 2,3° par rapport à l'écliptique.

## Compléments